# Saint-Jean-de-Boiseau
Pour les articles homonymes, voir Saint-Jean.
Saint-Jean-de-Boiseau est une commune de l'Ouest de la France, située dans le département de la Loire-Atlantique, en région Pays de la Loire.
Ses habitants s'appellent les Boiséens et les Boiséennes.
Saint-Jean-de-Boiseau comptait 5 508 habitants au recensement de 2014.

## Géographie

Situation de la commune de Saint-Jean-de-Boiseau dans le département de la Loire-Atlantique

La commune fait partie de la Bretagne historique, dans le pays historique du Pays nantais et dans le pays traditionnel du Pays de Retz.

### Situation
Saint-Jean-de-Boiseau est situé sur la rive sud de Loire, à 13 km à l'ouest de Nantes.
|             | Couëron               | Indre       |
| Le Pellerin | Saint-Jean-de-Boiseau | La Montagne |
|             | Brains                |             |

### Transports
Saint-Jean-de-Boiseau est desservie par 2 lignes de bus (78 et E8) du réseau TAN, et par la ligne 301 du réseau régional Aléop.

### Climat
Pour des articles plus généraux, voir Climat des Pays de la Loire et Climat de la Loire-Atlantique.
En 2010, le climat de la commune est de type climat océanique franc, selon une étude du CNRS s'appuyant sur une série de données couvrant la période 1971-2000. En 2020, Météo-France publie une typologie des climats de la France métropolitaine dans laquelle la commune est exposée à un climat océanique et est dans la région climatique  Bretagne orientale et méridionale, Pays nantais, Vendée, caractérisée par une faible pluviométrie en été et une bonne insolation. 
Pour la période 1971-2000, la température annuelle moyenne est de 12,2 °C, avec une amplitude thermique annuelle de 13,1 °C. Le cumul annuel moyen de précipitations est de 825 mm, avec 12,3 jours de précipitations en janvier et 6,2 jours en juillet. Pour la période 1991-2020, la température moyenne annuelle observée sur la station météorologique de Météo-France la plus proche, « Nantes-Bouguenais », sur la commune de Bouguenais à 8 km à vol d'oiseau, est de 12,7 °C et le cumul annuel moyen de précipitations est de 819,5 mm,. Pour l'avenir, les paramètres climatiques de la commune estimés pour 2050 selon différents scénarios d'émission de gaz à effet de serre sont consultables sur un site dédié publié par Météo-France en novembre 2022.
| Mois                                  | jan.           | fév.             | mars          | avril         | mai             | juin          | jui.           | août           | sep.           | oct.            | nov.            | déc.             | année      |
| ------------------------------------- | -------------- | ---------------- | ------------- | ------------- | --------------- | ------------- | -------------- | -------------- | -------------- | --------------- | --------------- | ---------------- | ---------- |
| Température minimale moyenne (°C)     | 3,4            | 3                | 4,9           | 6,6           | 9,8             | 12,7          | 14,3           | 14,2           | 11,8           | 9,5             | 5,9             | 3,7              | 8,3        |
| Température moyenne (°C)              | 6,4            | 6,7              | 9,2           | 11,4          | 14,7            | 17,8          | 19,7           | 19,8           | 17,1           | 13,5            | 9,4             | 6,7              | 12,7       |
| Température maximale moyenne (°C)     | 9,3            | 10,5             | 13,5          | 16,2          | 19,6            | 23            | 25,1           | 25,4           | 22,4           | 17,6            | 12,9            | 9,8              | 17,1       |
| Record de froid (°C) date du record   | −13 16.01.1985 | −15,6 15.02.1956 | −9,6 01.03.05 | −2,8 07.04.08 | −1,5 01.05.1945 | 3,8 01.06.06  | 5,8 10.07.1948 | 5,6 07.08.1956 | 2,8 19.09.1952 | −3,3 30.10.1997 | −6,8 21.11.1993 | −10,8 21.12.1946 | −15,6 1956 |
| Record de chaleur (°C) date du record | 18,2 27.01.03  | 22,6 27.02.19    | 24,2 30.03.21 | 28,3 30.04.05 | 32,8 26.05.17   | 39,1 18.06.22 | 42 18.07.22    | 39,6 07.08.20  | 35,4 09.09.23  | 30,4 09.10.23   | 21,8 01.11.15   | 18,4 04.12.1953  | 42 2022    |
| Ensoleillement (h)                    | 726            | 1 023            | 1 473         | 1 827         | 2 034           | 2 131         | 229            | 2 326          | 1 987          | 1 227           | 913             | 776              | 18 733     |
| Précipitations (mm)                   | 87,9           | 67,5             | 58,4          | 58,3          | 61              | 48,5          | 44,2           | 50,3           | 59,5           | 88,8            | 94,1            | 101              | 819,5      |

## Urbanisme

### Typologie
Au 1er janvier 2024, Saint-Jean-de-Boiseau est catégorisée ceinture urbaine, selon la nouvelle grille communale de densité à sept niveaux définie par l'Insee en 2022.
Elle appartient à l'unité urbaine de Nantes, une agglomération intra-départementale regroupant 22  communes, dont elle est une commune de la banlieue,,. Par ailleurs la commune fait partie de l'aire d'attraction de Nantes, dont elle est une commune de la couronne,. Cette aire, qui regroupe 116 communes, est catégorisée dans les aires de 700 000 habitants ou plus (hors Paris),.

### Occupation des sols
L'occupation des sols de la commune, telle qu'elle ressort de la base de données européenne d’occupation biophysique des sols Corine Land Cover (CLC), est marquée par l'importance des territoires agricoles (68,7 % en 2018), en diminution par rapport à 1990 (70,6 %). La répartition détaillée en 2018 est la suivante : 
zones agricoles hétérogènes (31,2 %), prairies (28,4 %), zones urbanisées (21,7 %), terres arables (9 %), eaux continentales (5,7 %), forêts (2,6 %), zones industrielles ou commerciales et réseaux de communication (1,2 %), mines, décharges et chantiers (0,1 %). L'évolution de l’occupation des sols de la commune et de ses infrastructures peut être observée sur les différentes représentations cartographiques du territoire : la carte de Cassini (XVIIIe siècle), la carte d'état-major (1820-1866) et les cartes ou photos aériennes de l'IGN pour la période actuelle (1950 à aujourd'hui).

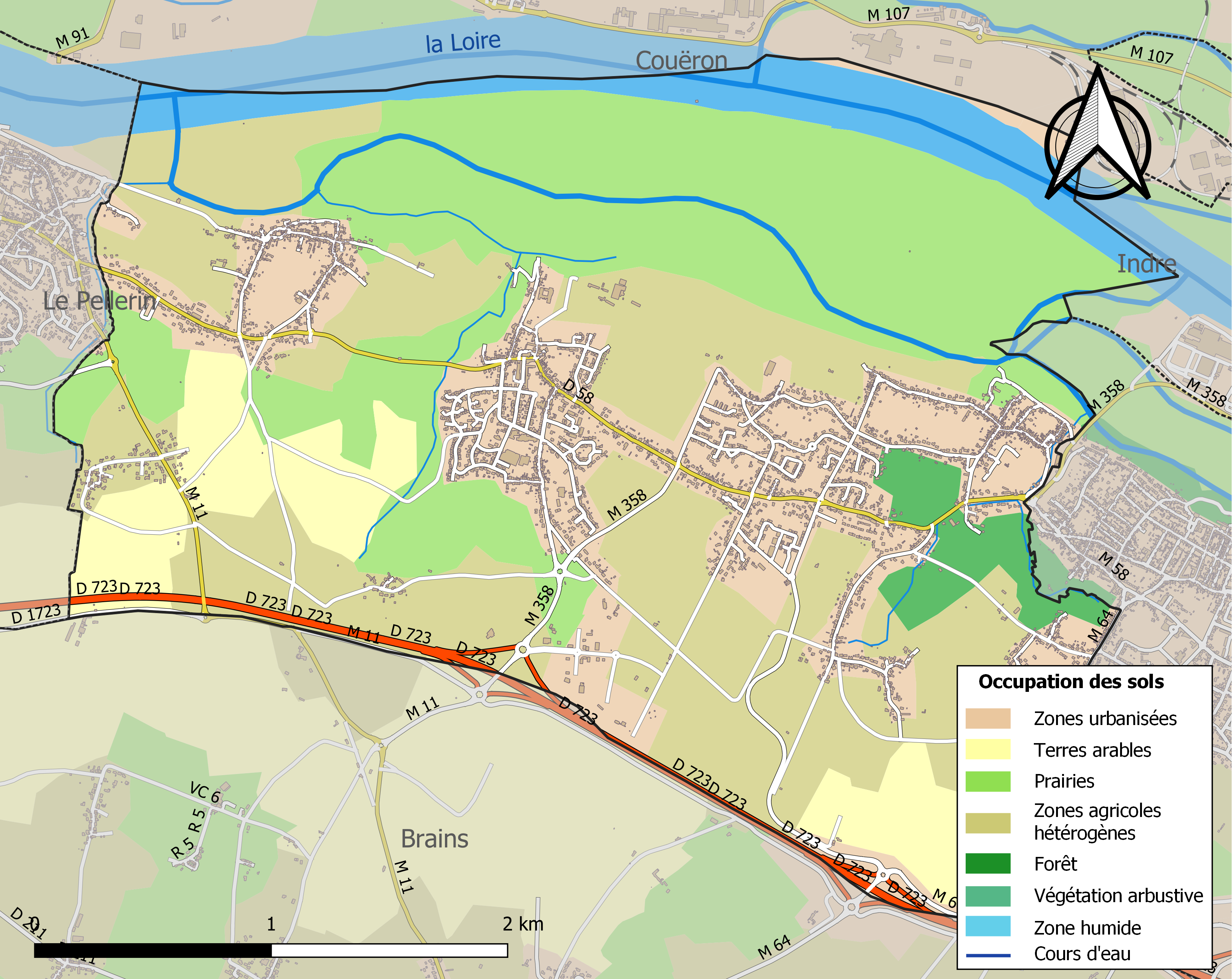
Carte des infrastructures et de l'occupation des sols de la commune en 2018 (CLC).

## Toponymie
Le nom de la localité est attesté sous la forme Sancti Johannis de Boisel en 1163.
Saint-Jean-de-Boiseau, évoque saint Jean-Baptiste, patron de la paroisse.
Saint-Jean-de-Boiseau possède un nom en gallo, la langue d'oïl locale, écrit Saint Jan ou Saint Jan de Bouéziâ selon l'écriture ABCD ou Sint Jan, ou Sint Jan d Bouéziâ selon l'écriture MOGA. En gallo, le nom de la commune se prononce [sɛ̃ʒɑ̃dbwezjɑ] ou simplement [sɛ̃ʒɑ̃] .
La forme bretonne proposée par l'Office public de la langue bretonne est Sant-Yann-ar-Granneg.

## Histoire

### La paroisse Saint-Jean de Bouguenais
Avant la Révolution française, la paroisse s'est longtemps appelée Saint-Jean-de-Bouguenais parallèlement à celle de Saint-Pierre-de-Bouguenais (actuelle commune de Bouguenais).

### Création de la commune de la Montagne (1877)
Lors de la création des communes en 1789, la commune de Saint-Jean-de-Boiseau s'étend jusqu'à Rocheballue, à la limite de Bouguenais.
Durant les années 1820 à 1860, l'arsenal d'Indret se développe considérablement, ce qui provoque un afflux de population venue de Bretagne et de la région parisienne. Ces nouveaux venus font construire des maisons sur le coteau de Boiseau et de la Montagne. En 1867, les habitants de la Montagne demandent la création d'une nouvelle paroisse en raison de l'éloignement de l'église de Saint-Jean-de-Boiseau. La paroisse Notre-Dame est créée en 1868, avec la construction de l'église à la Montagne.
Le 2 juin 1877, est créée la commune de la Montagne par scission de la commune de Saint-Jean-de-Boiseau.

### LeXXesiècle
Jusqu'à la première moitié du XXe siècle, la Télindière, un village de pêcheurs au nord-ouest de la commune, a abrité plusieurs chantiers navals. Avec le Pellerin, ce même village fut plus tard le théâtre d'un grand chantier de renflouement de bateaux, que les troupes allemandes avaient coulés en travers de la Loire au moment de leur retraite en 1944.

## Symboles

### Devise
"Sus au blondin le christ en est témoin" est la devise de Saint-Jean-de-Boiseau, elle remonte à la révolution française.

### Héraldique
| Blason | Blasonnement : Coupé : au premier, d'azur à la chapelle d'or, accostée de deux mouchetures de contre-hermine d'argent ; au second, de gueules à la fasce d'argent accompagnée de trois trèfles du même posés 2 et 1. Commentaires : Armes des Goheau (de gueules à la bande d'argent accompagnée de trois trèfles du même, deux en chef et un en pointe), avec brisure et Chapelle Saint-Jean (pèlerinage dès le XVe siècle). La chapelle d'or représente la chapelle de Bethléem. Les mouchetures d'hermine évoquent le blasonnement d'hermine plain de la Bretagne, rappelant l'appartenance passée de la ville au duché de Bretagne. Blason conçu par le chanoine Russon (d'après l'aveu du 14 août 1629) (délibération municipale du 29 septembre 1961). |

## Politique et administration

### Liste des maires
Saint-Jean-de-Boiseau appartient à l'arrondissement de Nantes et au canton de Saint-Brevin-les-Pins depuis 2015. Avant cette date, cette commune appartenait au canton du Pellerin.

## Population et société

### Démographie
Selon le classement établi par l'Insee, Saint-Jean-de-Boiseau fait partie de l'aire urbaine, de l'unité urbaine, de la zone d'emploi et du bassin de vie de Nantes. Toujours selon l'Insee, en 2010, la répartition de la population sur le territoire de la commune était considérée comme « intermédiaire » : 87 % des habitants résidaient dans des zones « intermédiaires » et 13 % dans des zones « peu denses ».

#### Évolution démographique
La commune est démembrée partiellement en 1877 pour la création de la commune de La Montagne.
L'évolution du nombre d'habitants est connue à travers les recensements de la population effectués dans la commune depuis 1793. Pour les communes de moins de 10 000 habitants, une enquête de recensement portant sur toute la population est réalisée tous les cinq ans, les populations de référence des années intermédiaires étant quant à elles estimées par interpolation ou extrapolation. Pour la commune, le premier recensement exhaustif entrant dans le cadre du nouveau dispositif a été réalisé en 2008.

En 2022, la commune comptait 6 024 habitants, en évolution de +5,83 % par rapport à 2016 (Loire-Atlantique : +6,68 %, France hors Mayotte : +2,11 %).
| 1793  | 1800  | 1806  | 1821  | 1831  | 1836  | 1841  | 1846  | 1851  |
| ----- | ----- | ----- | ----- | ----- | ----- | ----- | ----- | ----- |
| 2 000 | 1 634 | 1 967 | 2 068 | 2 456 | 2 569 | 2 700 | 3 628 | 3 828 |

| 1856  | 1861  | 1866  | 1872  | 1876  | 1881  | 1886  | 1891  | 1896  |
| ----- | ----- | ----- | ----- | ----- | ----- | ----- | ----- | ----- |
| 4 512 | 4 621 | 4 365 | 4 159 | 1 883 | 1 928 | 2 026 | 2 003 | 1 970 |

| 1901  | 1906  | 1911  | 1921  | 1926  | 1931  | 1936  | 1946  | 1954  |
| ----- | ----- | ----- | ----- | ----- | ----- | ----- | ----- | ----- |
| 1 995 | 1 997 | 1 851 | 1 741 | 1 724 | 1 795 | 1 851 | 2 030 | 2 215 |

| 1962  | 1968  | 1975  | 1982  | 1990  | 1999  | 2006  | 2008  | 2013  |
| ----- | ----- | ----- | ----- | ----- | ----- | ----- | ----- | ----- |
| 2 487 | 2 615 | 3 102 | 3 627 | 4 120 | 4 563 | 4 698 | 4 734 | 5 449 |

| 2018  | 2022  | - | - | - | - | - | - | - |
| ----- | ----- | - | - | - | - | - | - | - |
| 5 961 | 6 024 | - | - | - | - | - | - | - |

#### Pyramide des âges
La population de la commune est relativement jeune.
En 2018, le taux de personnes d'un âge inférieur à 30 ans s'élève à 36,8 %, soit en dessous de la moyenne départementale (37,3 %). À l'inverse, le taux de personnes d'âge supérieur à 60 ans est de 20,4 % la même année, alors qu'il est de 23,8 % au niveau départemental.
En 2018, la commune comptait 2 861 hommes pour 3 100 femmes, soit un taux de 52 % de femmes, légèrement supérieur au taux départemental (51,42 %).
Les pyramides des âges de la commune et du département s'établissent comme suit.
| Hommes | Classe d’âge | Femmes |
| ------ | ------------ | ------ |
| 0,4    | 90 ou +      | 1,2    |
| 4,6    | 75-89 ans    | 6,5    |
| 13,7   | 60-74 ans    | 14,3   |
| 21,6   | 45-59 ans    | 19,4   |
| 21,9   | 30-44 ans    | 22,6   |
| 14,7   | 15-29 ans    | 14,9   |
| 23,0   | 0-14 ans     | 21,0   |

| Hommes | Classe d’âge | Femmes |
| ------ | ------------ | ------ |
| 0,6    | 90 ou +      | 1,8    |
| 6      | 75-89 ans    | 8,6    |
| 15,1   | 60-74 ans    | 16,4   |
| 19,4   | 45-59 ans    | 18,8   |
| 20,1   | 30-44 ans    | 19,3   |
| 19,2   | 15-29 ans    | 17,4   |
| 19,5   | 0-14 ans     | 17,6   |

## Vie de la commune

### Sports
Actuellement, l'équipe de football locale est en partenariat avec l'équipe de Brains ainsi que du Pellerin depuis 2020 et est nommée FCBL (Football Club Basse Loire).

### Jumelages et pactes d'amitié
- Deidesheim
- Médiouna
- Amettla de Mar
- Inaranekadane (commune rurale de Ménaka)

## Lieux et monuments

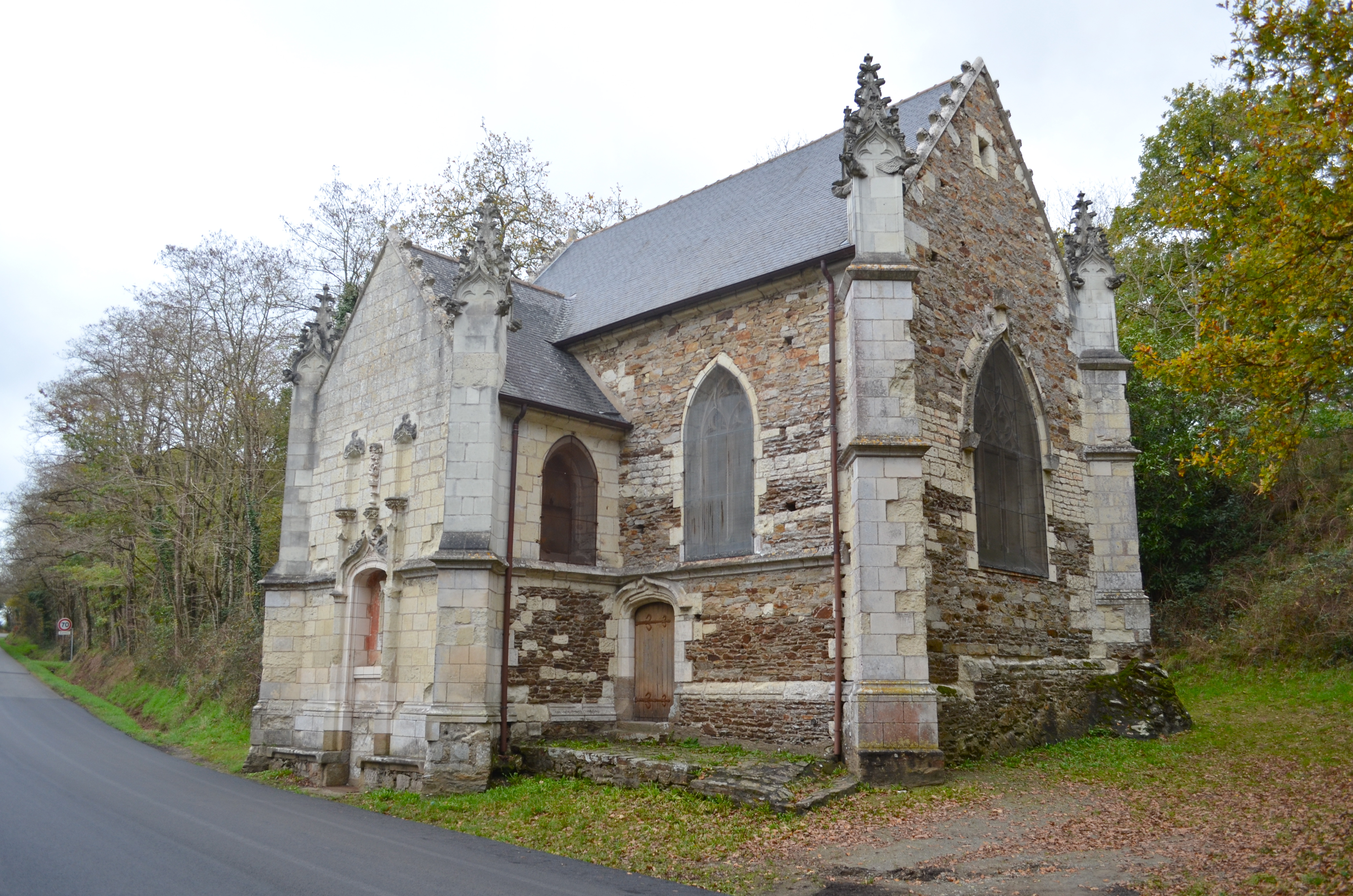
Chapelle de Bethléem

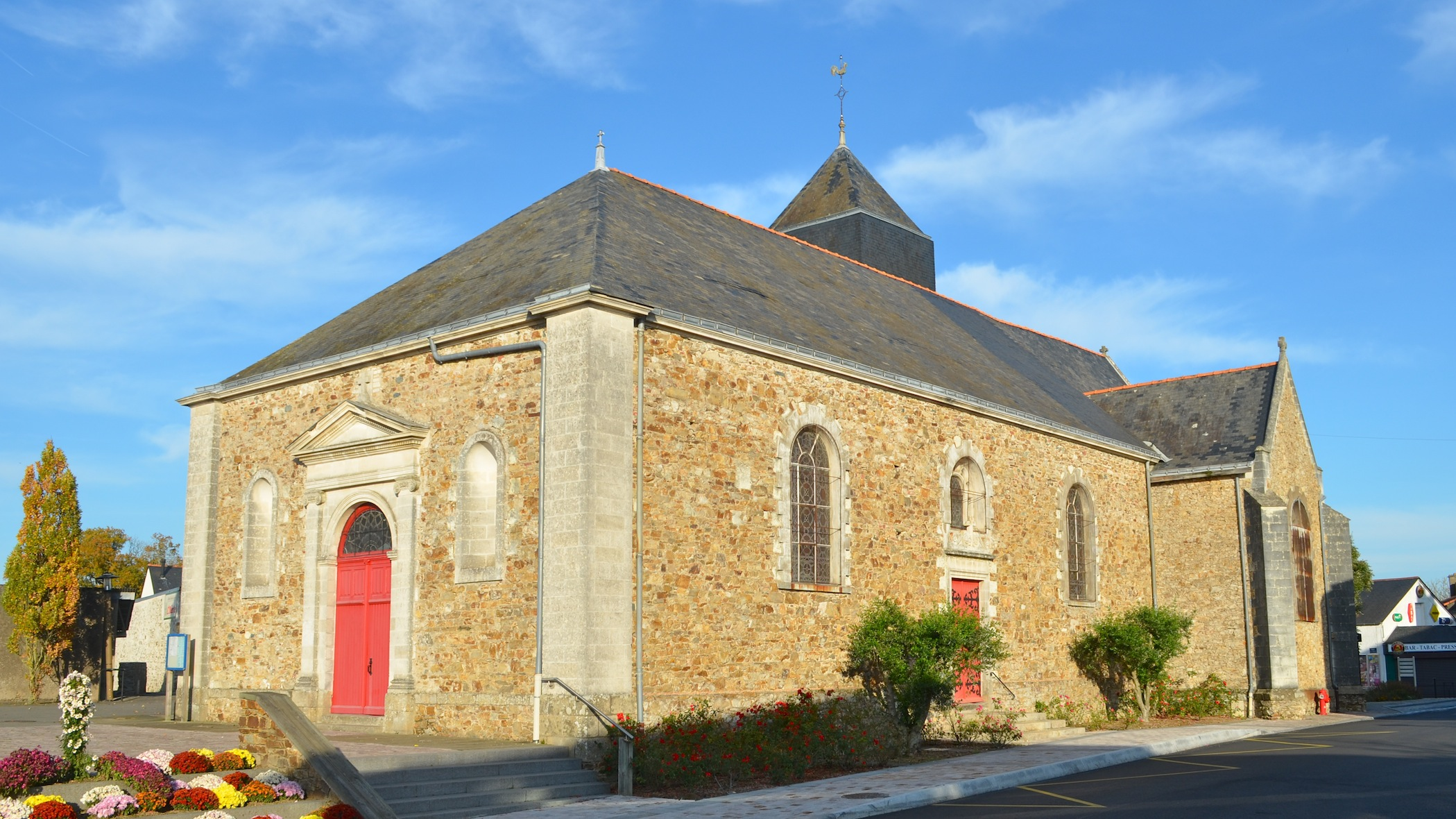
L’église paroissiale

- Saint-Jean-de-Boiseau recèle un monument historique : la chapelle de Bethléem (XVe siècle), classée  par arrêté du 30 août 1911[28]. La restauration de la chapelle par Gwénolé Congard se fait de 1993 à 1995. En absence de traces concernant l'imagerie de l'époque le sculpteur Jean-Louis Boistel insère des éléments de la mythologie moderne sur la bâtisse. Mogwai, Alien ou encore gremlins[29].
- Château du Pé (XVIIIe et XIVe siècles)
- L’église paroissiale (XVe et XVIIIe siècles).
- Le moulin Rothard (1675, restauré en 1795, puis en 1983)
- La tour du Pé
- Oratoire Notre-Dame de La Salette

## Personnalités liées à la commune

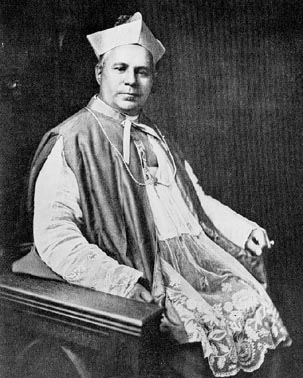
Mgr Émile-Joseph Legal

- Barthélémy Baraille (1882-1970), membre de la bande à Bonnot, a été conseiller municipal de Saint-Jean-de-Boiseau vers 1945.
- Edmond Bertreux (1911-1991), peintre, repose dans le cimetière de Saint-Jean-de-Boiseau, qu'il a souvent représenté dans ses tableaux.
- Jean Brochard (1893-1972), acteur, résidant à Saint-Jean-de-Boiseau après avoir racheté la maison que sa grand-mère occupait ; il y restera jusqu'à la fin de sa vie.
- Émile-Joseph Legal (1849-1920), missionnaire oblat fondateur de la colonie de Saint-Paul-des-Métis dans la province de l'Alberta au Canada.
- Mose (1917-2003), dessinateur, y est né.